# حوذان حوري
الحوذان الحَوري نوع نباتي يتبع جنس الحوذان من الفصيلة الحوذانية.
موطنه الأصلي شمال غرب الولايات المتحدة.